# 驢肉火焼
驢肉火焼（リューロウフオシャオ）は、中国河北省の地元料理である。
ロバ肉を中国餅に挟んだ、ハンバーガーのようなもので、華北地域では日常的に食される。
保定と滄州という2つの流派があり、保定式は丸いのに対して、滄州は四角形または長方形となる。
スープと一緒に食べる場合が多い。

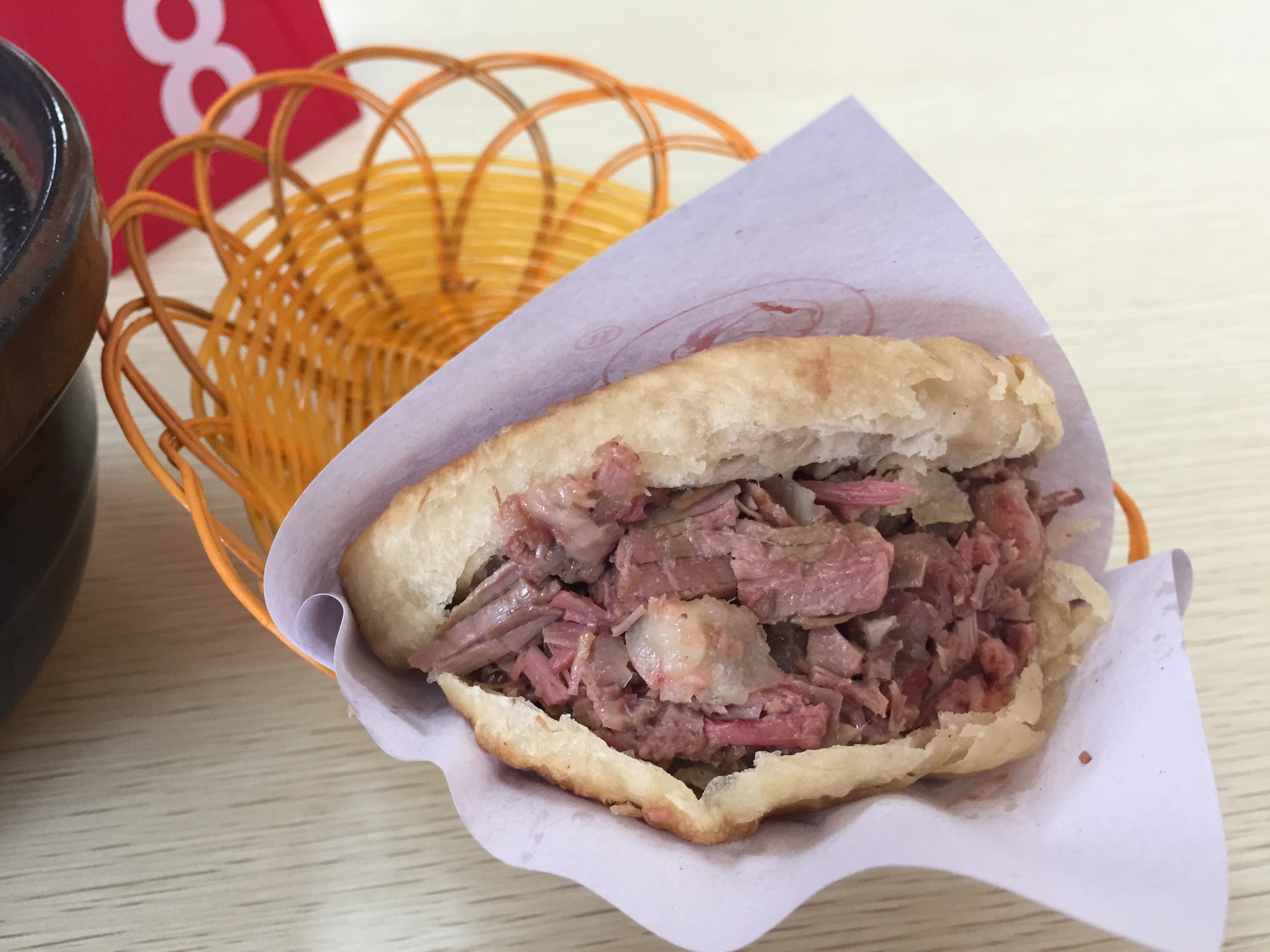
保定式
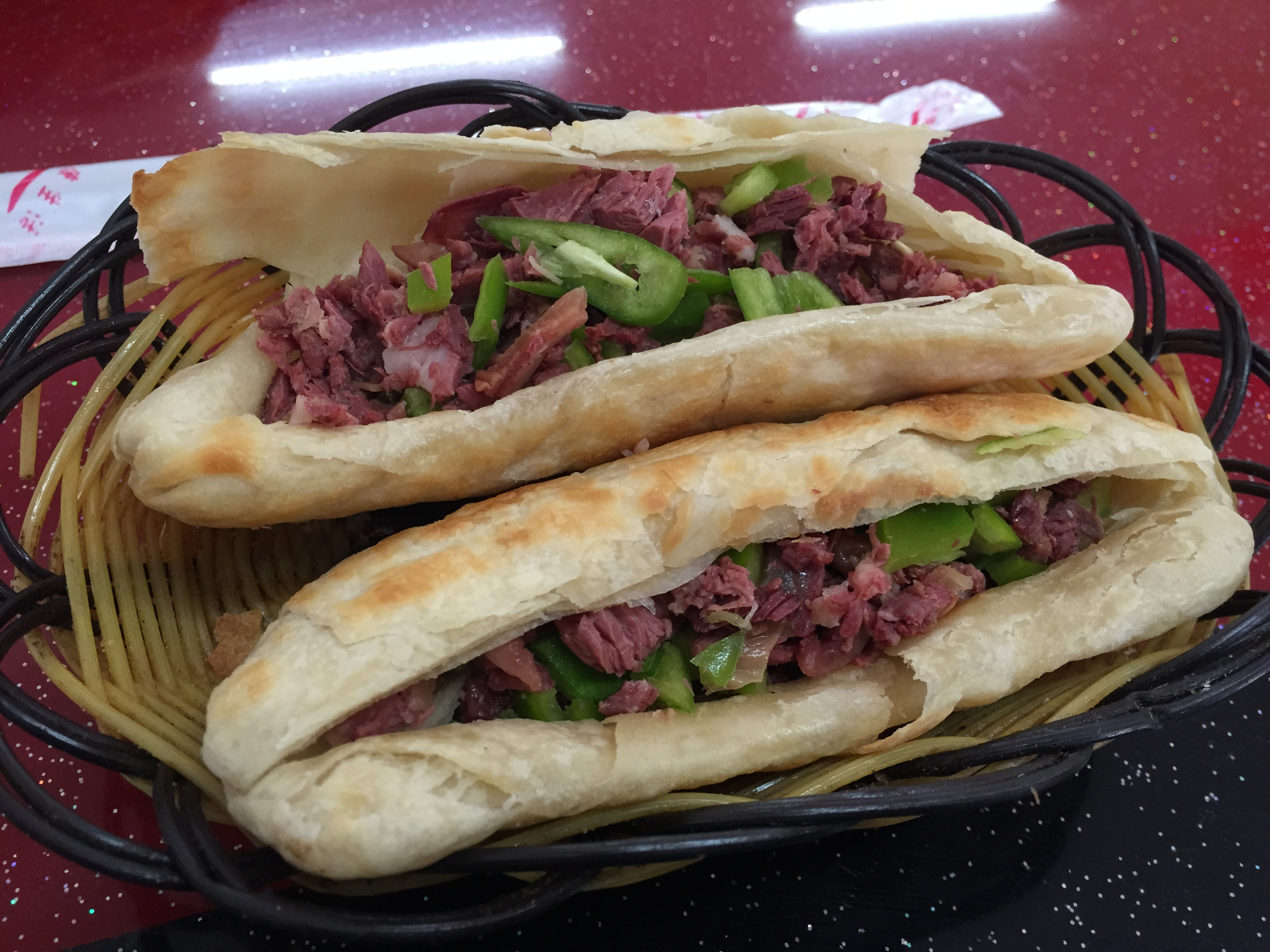
滄州河間式
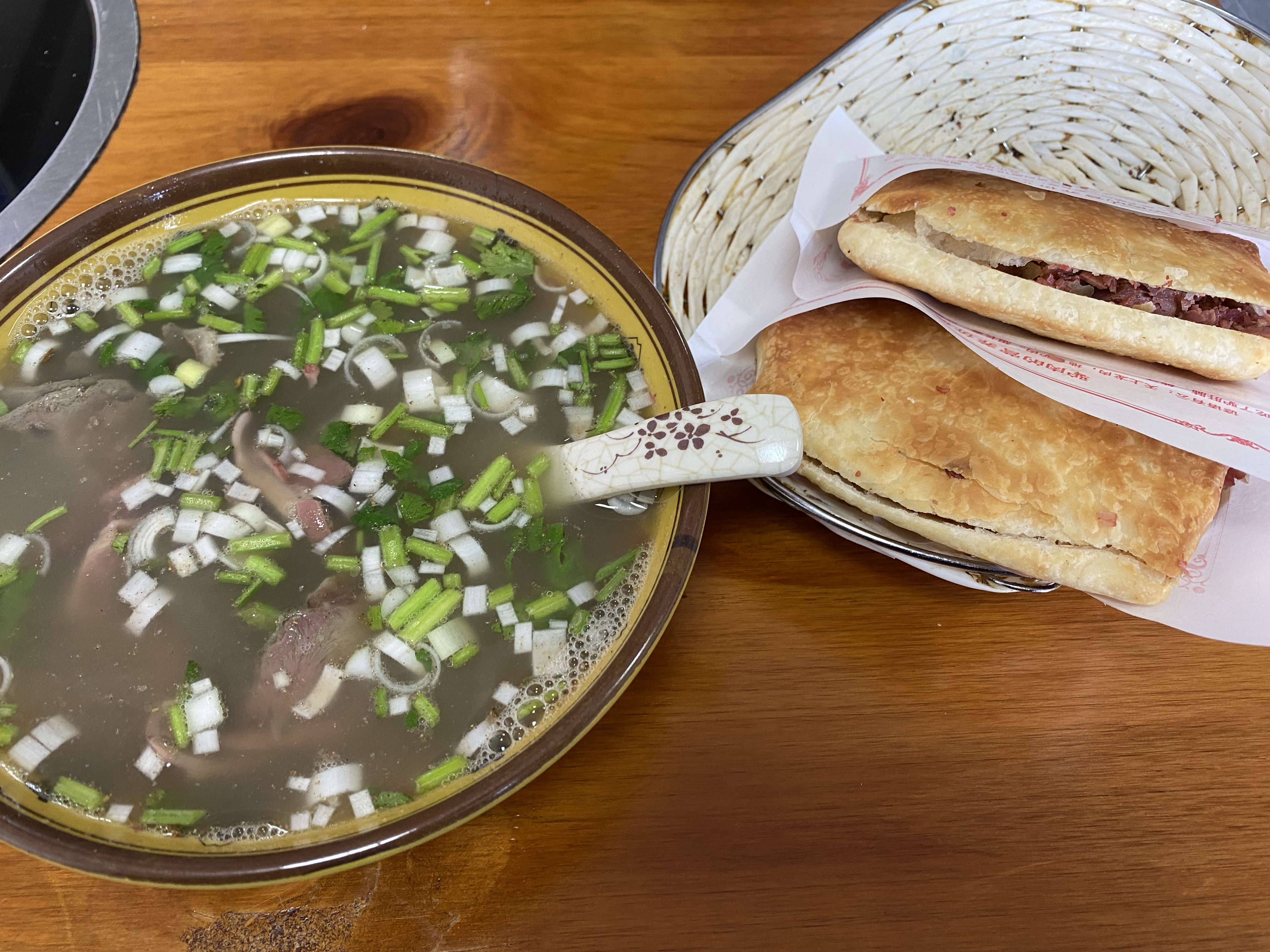
スープと合わせて出るロバ肉バーガー